# Jesús Sotomayor Martínez

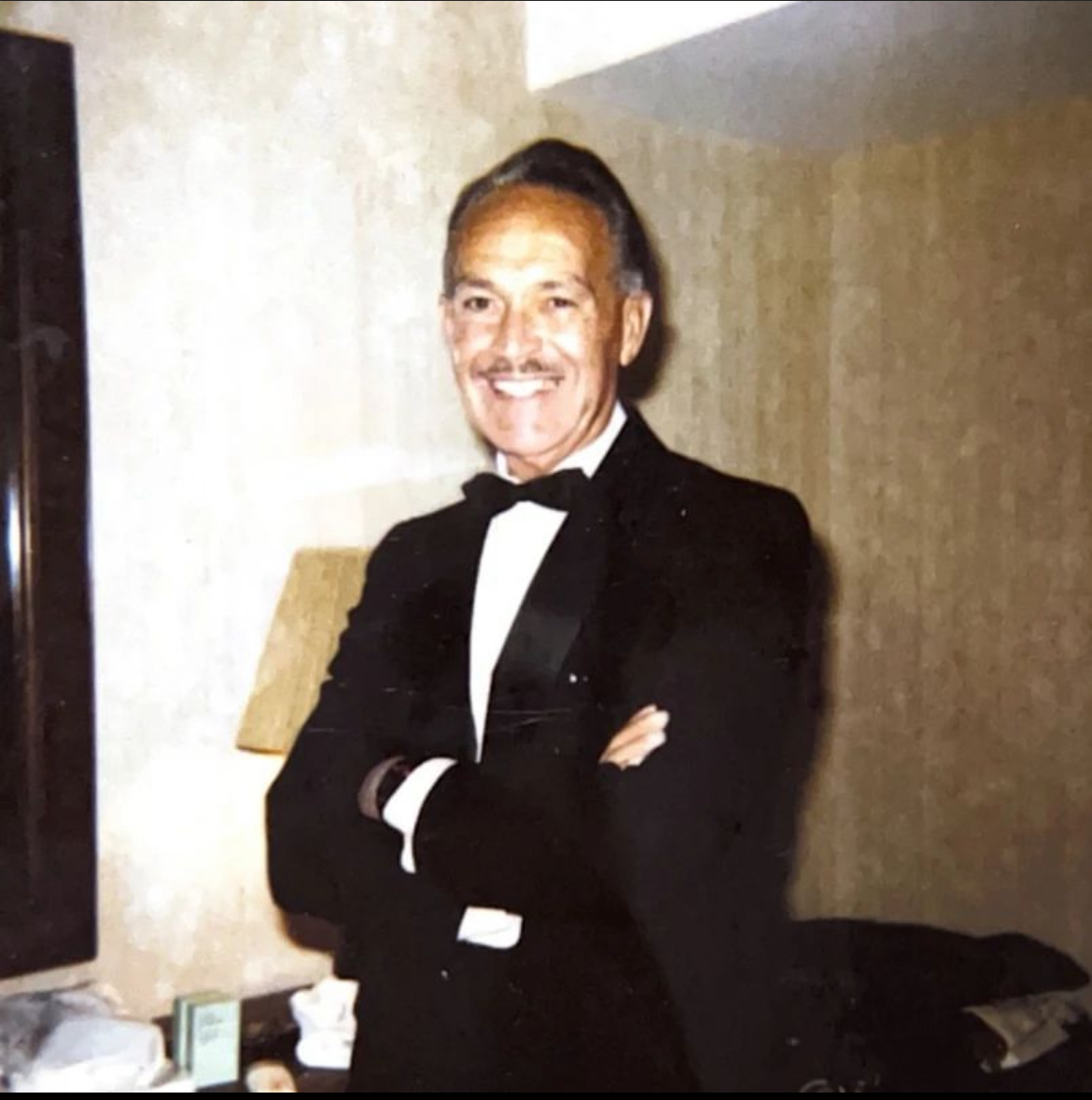
Foto del Productor de Cine de la Época de Oro del Cine Mexicano, el Señor Jesús Sotomayor Martínez

Jesús Sotomayor Martínez (Durango, 6 de julio de 1923 - Ciudad de México, 10 de marzo de 2009) Productor de películas del cine mexicano de la época de oro.

## Obras
| - 1956 : Viva la juventud! de Fernando Cortés - 1957 : La mujer que no tuvo infancia de Tito Davison - 1957 : Locos peligrosos de Fernando Cortés - 1957 : Muertos de risa de Adolfo Fernández Bustamante - 1957 : Pobres millonarios de Fernando Cortés - 1957 : Teatro del crimen de Fernando Cortés - 1958 : El castillo de los monstruos de Julián Soler - 1958 : Quiero ser artista - 1959 : Ando volando bajo de Rogelio A. González - 1959 : Dos fantasmas y una muchacha de Rogelio A. González - 1959 : El cofre del pirata de Fernando Méndez - 1959 : ¡Me gustan valentones! de Julián Soler - 1959 : Sed de amor de Alfonso Corona Blake - 1960 : Calibre 44 de Julián Soler - 1960 : Conquistador de la luna de Rogelio A. González - 1960 : La nave de los monstruos de Rogelio A. González - 1961 : El Padre Pistolas de Julián Soler - 1961 : Escuela de valientes de Julián Soler - 1961 : Jóvenes y rebeldes de Julián Soler - 1961 : Locura de terror de Julián Soler - 1962 : Asesinos de la lucha libre de Manuel Muñoz - 1962 : Camino de la horca de Chano Urueta - 1962 : Cazadores de asesinos de Miguel M. Delgado - 1962 : El asesino enmascarado de Manuel Muñoz - 1962 : El rey de la pistola de Manuel Muñoz - 1962 : Pilotos de la muerte de Chano Urueta - 1963 : Torero por un día de Gilberto Martínez Solares - 1963 : Un par de sinvergüenzas de Julián Soler - 1964 : El bracero del año de Rafael Baledón - 1964 : Héroe a la fuerza de Miguel M. Delgado - 1964 : La edad de la violencia de Julián Soler | - 1964 : La sombra de los hijos de Rafael Baledón - 1964 : Los hermanos muerte de Rafael Baledón - 1964 : México de mi corazón de Miguel M. Delgado - 1964 : Museo del horror de Rafael Baledón - 1964 : Semáforo en rojo de Julián Soler - 1965 : Aventura al centro de la tierra d'Alfredo B. Crevenna - 1965 : Diablos en el cielo de Rafael Baledón - 1965 : El amor no es pecado de Rafael Baledón - 1965 : El Padre Diablo de Julián Soler - 1965 : El pecador de Rafael Baledón - 1965 : El rifle implacable de Miguel M. Delgado - 1965 : El tigre de Guanajuato: Leyenda de venganza de Rafael Baledón - 1965 : La loba de Rafael Baledón - 1965 : Los fantasmas burlones de Rafael Baledón - 1965 : Un callejón sin salida de Rafael Baledón - 1965 : Un hombre en la trampa de Rafael Baledón - 1966 : Alias el Rata de Rogelio A. González - 1966 : El tragabalas de Rafael Baledón - 1966 : Juventud sin ley de Gilberto Martínez Solares - 1966 : Matar es fácil de Sergio Véjar - 1967 : Detectives o ladrones de Miguel Morayta - 1967 : El pistolero desconocido de Miguel M. Delgado - 1967 : El silencioso de Alberto Mariscal - 1967 : Los perversos de Gilberto Martínez Solares - 1967 : Los tres mosqueteros de Dios de Miguel Morayta - 1967 : Seis días para morir de Emilio Gómez Muriel - 1968 : Cuatro contra el crimen de Sergio Véjar - 1969 : Santo contra Blue Demon en la Atlántida de Julián Soler - 1969 : Santo y Blue Demon contra los monstruos de Gilberto Martínez Solares - 1970 : El mundo de los muertos de Gilberto Martínez Solares |

- Datos: Q3177758